# Magnus Minnisköld
Magnus Minnisköld ou Måneskiöld (mort en 1208) est un noble suédois ancêtre de la lignée royale des Folkungar.

## Origine
Magnus est le second fils de Bengt Snivil et d’une épouse inconnue. Il est le frère de Birger Brosa le puissant Jarl de Suède de 1175 à 1202. Magnus Minnisköld qui comme son fils aîné Eskil soutenait le parti du prétendant Éric Knutsson fut sans doute tué à la bataille de Lena en 1208

## Postérité
De ses deux unions, il a plusieurs fils qui joueront un rôle prépondérant dans le gouvernement du royaume au début du XIIIe siècle, jusqu’à ce que son petit-fils Valdemar Ier de Suède accède au trône sous la régence de son père Birger Jarl.
1) d’une épouse inconnue
- Eskil Magnusson, membre du conseil de régence sous Jean Ier de Suède, est Lögsögumad de Västergötland vers 1219. Mort en 1227, il avait épousé Kristina Nisldotter, une petite fille de Éric IX de Suède, et la veuve du Jarl norvégien Håkon Galin.
- Karl Magnusson, Chancelier du roi Jean Ier de Suède et évêque de Linköping de 1216 à 1220. Il est tué lors d’une expédition contre les Estoniens païens le 8 août 1220.
- Bengt Magnusson succède à son frère comme évêque en 1220 et meurt en 1237.
- Ne épouse de Sigtrygg Bengtsson mort après 1219

2) de Ingrid Ylva fille de Sune Sik lui-même fils putatif du roi Sverker Ier de Suède
- Birger Jarl (vers 1200 mort 21 octobre 1266), Jarl de Suède à partir de 1248, régent du royaume pour le compte de son fils Valdemar Ier de Suède.

## Sources
- Eric Christiansen Les Croisades nordiques 1100~1525  Alerion  (1996)  (ISBN 2910963047)
- (en) Philip Line Kingship and state formation in Sweden, 1130-1290 Library of Congres 2007  (ISBN 9789004155787) p. 570,585,588 & 593.